# Наумовская (Няндомский район)
Нау́мовская — деревня в Няндомском районе Архангельской области России.

## География
Находится в юго-западной части Архангельской области на расстоянии приблизительно 72 км на север-северо-восток по прямой от административного центра района города Няндома на восточном берегу озера Ильинское.

## История
В 1873 году здесь было учтено 11 дворов, в 1905 — 35. Тогда деревня входила в Каргопольский уезд Олонецкой губернии. До 2022 года входила в Шалакушское сельское поселение до его упразднения.

## Население
Численность населения: 76 человек (1873 год), 163 (1905), 1 (русские 100 %) в 2002 году, 0 в 2010.